# 분석심리학
분석심리학(分析心理學, 독일어: Analytische Psychologie, 영어: Analytical Psychology)은 카를 융이 창시한 심층 심리학이다. 무의식을 개인 무의식과 집단 무의식으로 나누고, 집단 무의식 속에 고태형을 가정한다. 꿈이나 신화의 분석을 통하여 무의식적인 내용을 의식화하는 과정을 중시하였다. 흔히 통상적으로 융 심리학이라고도 불린다.
컴플렉스(감정복합)의 현상을 연구한 융은 언어연상실험 등을 통해서 심층 심리의 해명을 지향해 당시 정신분석을 제창하던 빈의 지그문트 프로이트와 알프레트 아들러의 개인심리학으로부터 주요한 영향을 주고받았다. 또한 칼 융은 인간의 무의식에관해 프로이트나 아들러 어느 한쪽보다는 이둘을 더 폭넓게 심층적으로 작업하였다. 융은 프로이트가 평생을 통해 주장한 심리의 성적 발달과 인생초기에 성격이 결정된다는 결정론에 국한되지 않고 인간 정신에 대한 분석을 주관적 체험과 현상학을 바탕으로하는 아들러의 사회심리적 요소를 균형있게 체계화하려고 노력하였다. 한편 융은 리비도의 개념을 종래보다 깊게 폭넓은 의미로 다시 정의하며 프로이트와 결별해 집단적 무의식의 존재를 제창하는 과정에서 이의 원형의 개념이 신화학, 민속학, 문화인류학 등의 연구와 연관된다는 점을 인식하고 비교적 구애받지 않는 심층심리이론을 구성하려는 작업을 한 것으로 평가받는다.

## 융 심리학의 기본개념

### 연상실험과 컴플렉스 개념

#### 언어연상실험
초기의 융의 연구 속에서, 가장 대표적이고, 심층심리학의 연구자로서의 융을 세상에 주지한 것은, 1904년에 발간된 「연상실험」에 관한 논문이었다.
언어의 연상에 의해 무의식의 내용을 의식화해, 이해하는 시도는 프로이트의 자유연상에 이미 볼 수 있지만, 융은 일련의 극히 간단한 단어를 준비해, 피험자에게 연상받아, 아울러 응답에 걸리는 시간을 측정, 다시 처음부터 끝까지 체크하고, 평균적인 응답과 「특수한 응답」의 차이를 부조로 했다.융은 후자의 반응을 무의식의 컴플렉스와 관련 지었지만, 「연상실험」은 단어나 시간의 측정 수치, 재현성의 유무라는 구체적인 데이터가 제시되어 한편 통계적인 비교가 이루어져 객관적으로 과학적인 가치를 가졌다.

#### 컴플렉스의 개념
응답의 시간의 차이가 생기거나 부드러운 재생을 볼 수 없는 자극어를 상세하게 조사해 갈 때 융은 자극어가, 피험자 자신에게도 의식되지 않은, 무엇인가의 감정적 의미를 가지고 있는 것을 찾아냈다. 면밀한 연구의 뒤, 융은 피험자의 마음에는 의식되지 않은 감정과 관념의 복합체가 존재해, 이 복합체에 저촉하는 자극어가 제시되었을 때 응답의 시간의 차이가 생기는 것을 확인했다.
융은 이러한 무의식에 있는 관념과 감정의 복합체를 「컴플렉스(Complex)」라고 명명했다. 분석 심리학은 별명 컴플렉스 심리학(독어: Komplexe Psychologie)이라고도 부르지만, 그것은 컴플렉스 개념이 융의 분석심리학의 기본이 되기 때문이다.

### 집단적 무의식과 신화

#### 원형의 발견
융은 개인의 컴플렉스가 단일은 아니고 다수 존재해, 컴플렉스 상호의 관계를 연구하는 과정에서 더욱 심층에 자아의 상태와는 독립한 성격을 가지는, 말하자면 「보편적 컴플렉스」라고도 부를 수 있는 작용체를 찾아냈다.
그것은 남성이면 자아를 매혹해 마지않는 「이상의 여성」 원상이며, 또 곤란에 만났을 때 지혜를 개시해 주는 「현자」의 원상이기도 했다. 융은 이러한 「원상」이 개인의 꿈이나 공상 속에서 이미지로서 출현하는 것을 찾아냈지만, 개인의 무의식 중에 존재하는 이러한 원상이 민족의 신화나 인류의 제신화에도 공통되어 나타나는 것을 찾아냈다.

#### 집단적 무의식과 고태형
이러한 상은 프로이트의 학설에 있는 「억압」 등이 일어나는 무의식층보다 더욱 깊은 위치에 있어, 민족이나 인류에게 공통되는 원상이었다. 융은 이러한 상은 개인의 체험에 근거해 구성된 것이 아니고, 인류의 지극히 긴 시간의 경험의 축적의 결과 구성된 것으로, 유전적으로 마음에 계승된다고 생각해 이러한 상을 낳는 성향을 「고태형(Arche-Typ, 원형)」이라고 명명했다.
신화적 원형이 존재한다고 생각할 수 있는 무의식의 층은 극히 깊고 또 민족 등에 공통되기 때문에, 융은 이러한 층을 「집단적 무의식(Collective Unconscious)」이라고 정의했다.

### 의식의 계층 이론과 원형

#### 의식의 계층
이렇게 융 심리학에서는, 개인의 「마음·혼(Psyche)」은, 자아가 그 중심으로서 있는 의식과 무의식 중에 우선 2분되어 후자는 개인적 무의식과 집단적 무의식으로 나눌 수 있었다.
- 의식 : 자아
- 개인적 무의식 : 개인에 의해서 억압(망각)되어 생긴 무의식 컴플렉스
- 집단적 무의식 : 개인에게는 통상 의식되지 않는 선천적인 무의식제원형

### 심리적 에너지의 방향성과 성격 유형
자아는, 그 관심을, 주위의 환경인 「외적 세계」로 향하는 경우와 마음의 세계인 「내적 세계」로 향하는 경우가 있다. 주로, 행위의 동기를 외적 세계로부터 꺼내는 사람과 내적 세계로부터 꺼내는 사람에서는, 심리적 에너지의 방향 나아가서는 자아의 있는 그대로 차이가 존재해, 여기로부터 두 개의 성격 유형이 나뉜다고 여겨졌다.
- 외향형
- 내향형

심리적 에너지의 방향성과는 별도로, 「마음의 기능」유형이라는 것을 생각할 수 있어 그것은 합리적(판단) 기능과 비합리적(요소적) 기능의 두 개로 분류된다. 전자는 한층 더 「사고」(구별원리)와 「감정」(관계원리)에, 후자는 한층 더 「감각」(현실성)과 「직관」(가능성)에 나누어지기 때문에, 합계 4종류로 나뉜다. 개인은, 그 정신 활동에 대해, 언젠가 하나의 심리적 기능을, 주요 기능으로서 사용하기 때문에, 4종류의 심리적 기능에 의한 성격 유형을 생각할 수 있다. 또한, 내향·외향의 심리적 유형과 합쳐져, 합계 8종류의 심리적 유형·성격 유형이 성립한다.
- 합리적 기능
  - 사고형(외향/내향)
  - 감정형(외향/내향)
- 비합리적 기능
  - 감각형(외향/내향)
  - 직관형(외향/내향)

한층 더 주요 기능을 보완하는 것으로서의 보조 기능이 있어, 주요 기능과는 반드시 다른 분류에 속한다. 예를 들어 주요 기능이 비합리적「감각」인 경우, 보조 기능은 합리적「사고」나 「감정」의 어느 쪽이 된다. 주요 기능도 보조 기능도 아닌 기능은, 본인의 것이라 자각되지 않고 다른 사람에게 투영되는 경향을 가진 열등기능이 된다. 또한 예를 들어 우월(주요 및 보조)기능이 외향이면, 열등 기능은 내향이 된다. 또 건설적인 우월기능에 비해, 열등기능은 자주 파괴적인 경향을 가진다.

### 인과성과 공시성
융 심리학에서는, 외적 세계의 물질의 운동을 주로 규정하는 「인과성」이라고 모두, 인과성과는 독립하고, 「의미」나 「이미지」의 「유사성·비교성」에 의해서, 외적 세계의 사물이나 사상, 개인의 정신 내부의 사상등이 서로 동시적인 상관성을 가지는 「공시성」이 존재한다고 여겨진다.

#### 포치(Constellation)
개인의 정신이 곤란한 상태에 직면하거나 발달의 과정에 중요한 국면에 만났을 때, 개인의 마음의 내적 세계에 있어서의 문제의 상태와 정확히 대응하도록, 외적 세계의 사물이나 사상이, 어느 특정의 배치를 가지고 나타나 오는 것을, 포치(布置, 독어: Konstellation)라고 한다. 포치는, 공시성의 하나의 현상이라고 생각할 수 있다.

### 인간관
융은 문화나 민족에 따라 다소 다르지만 집단무의식을 통해 인간이 갖는 기본적인 정신이 유전된다고 보았다. 그는 이러한 자각, 정서, 행동에 대한 생득적인 정신적 소인을 원형이라고 부른다. 원형은 타고난 생각이나 기억으로, 개인이 어떤 방식으로 자신이 접하는 세계를 지각하고, 경험하고, 반응하게 하는 정신적 소인이다. 나를 이해하고 실현시키는 작업은 인간의 뿌리인 다양한 원형을 이해하고 파악하는 작업이다. 그런 점에서 융이 지적한 “나의 인생은 무의식의 자기실현에 관한 이야기다.”(Jung, 1961, p.3)란 말은 함축적인 의미를 내포하고 있다.
우리의 내부에서 역동적으로 작용하는 정신 에너지가 있다. 정신은 신체에 영향을 주고 신체는 정신에 영향을 준다. 우리가 의식해서 알고 있는 자아(ego)는 태어난 이후에 현실 경험을 통해 형성된 것이다. 인류가 보다 발전하기 위해 그리고 각 개인이 자기실현을 이루기 위해 필요한 것은 인류의 뿌리를 이해하는 것이다. 인류 역사의 이해는 나를 이해하는 데 소중하다. 융은 우리의 무의식을 이해하기 위해 프로이트보다 훨씬 더 꿈의 해석을 강조하였다. 꿈은 무의식의 메시지를 상징적으로 전달한다. 융에 따르면 꿈은 의식이 억압되어 무의식에 있는 메시지를 전달하는 것이 아니라 드러나려고 애쓰는 무의식이다.

## 영혼의 의미와 분석심리학의 성립

### 정신의학자로서의 융과 정신의학
카를 융은, 프로이트(1856-1939)를 시작으로 한 정신분석학의 심리요법가들과는 달리, 당시 아직도 발전도상에 있던 정신의학의 연구자였다. 정신의학의 과제는, 인간의 정신 즉 마음(영혼)에 일어나는, 변조 혹은 병을 연구해, 신체의학에 있어 성공한 것처럼, 병에서의 치료법을 확립하는 것이 큰 목표로 해 있었다.
그러나, 정신의 병이란 도대체 무엇인가. 고대 그리스에서는, 간질은 신이 가져오는 신성한 병이라고 생각되고 있었지만, 근대 유럽은 그러한 견해를 부정했다. 그렇다고는 해도, 그러면 「간질」이란 왜, 어떠한 원인으로 일어나는지, 이해하고 있던 것은 아니다. 광의에 「광기」란 무엇인가가, 확실하지 않았다고 말할 수 있다.
현상적 혹은 증상적으로 정신의 장해를 기술해, 분류를 시도한 것은 클트 슈나이더(1887-1967)이며, 슈나이더의 방법은, 오늘날에도 미국 정신의학회(APA)가 정하는 DSM에 증상 기술로서 계승되고 있다.
슈나이더보다 반세기전에, 정신의 장해·이상 혹은 병의 계통 분류로 획기를 가져온 것은, 독일의 정신의학자인 에밀 쿠레페린(1856-1926)이며, 그는 19세기 말, 「조발성치매(dementia praecox, 1893년)」의 이름으로 정신 분열병(조현병)을 정의해, 조울병이나 신경증과는 근본적으로 무엇인가가 다른 것을 밝혔다.
스위스의 오이겐 브로일러(1857-1939)는 쿠레페린의 질병 개념을 거의 계승하면서, 정신이 유기적인 요소의 연합으로서 기능하고 있어, 이 연합이 무엇인가의 이유로 괴리·분열할 때, 조발성치매의 증상이 생긴다고 해, 조발성치매는 반드시, 「이른 발차성」이 아닌 것도 고려한 다음, 이것을 「정신 분열병군(Schizophrenien)」이라고 명명했다(1911년).
브로일러는 분열병이, 단일적 정신질환이 아니고, 기제가 다른 복수의 질환의 총칭(증후군)일 가능성을 주장하고 있고 복수형으로 표현했다. 후에, 단수형으로 Schizophrenie라고 쓰여지게 된다. 현대의 지견에 대해도, 통합 실조증(정신 분열병)은 단일의 정신 질환이 아니고, 복수의 질환 또는 그것들이 혼잡한 것일 생각이 유력하다.

### 정신분열병의 의미의 발견
스위스의 취리히 대학에서, 조수로서 브로일러에게 가르침을 받은 융은, 의사로서의 경험을 거친 후, 프랑스의 피에르 쟈네(1859-1947)에게 마음의 역동적 파악을 배웠다. "The Psychogenesis Of The Mental Disease"에서 그는, 쟈네, 프로이트, 브로일러 등 여러 가지 사람들의 일을 두어 자신의 임상 경험도 판단 재료에 더하면서, 조현병에 대한 고찰을 진행시켰다.
융은 쟈네가 말하는 abaissement du niveau mental, 심리적 수준의 저하에 주목해, 프로이트의 꿈분석에 기술되어 있는 의식의 「압축」기능, 즉 감정 기억, 말, 이미지등의 연관 작용이, 환자의 경우 필요 이상으로 느슨해져 버렸기 때문에, 통합이 부족한 것이라고 생각했다.
또, 정신의학자로서 정신 분열병의 환자의 언동을 상세하게 관찰연구하던 융은, 당시, 「광기」의 고의 무의미한 반응이라고 보여지고 있던 만큼 열병 환자의 이해불능인 언동이, 결코 「무의미」가 아니고, 그 환자가 과거에 체험한 중요한 사건을 상징해, 「의미」가 있다는 일도 발견했다.

### 무의식의 연구와 프로이트와의 교류
「연상 실험」의 연구를 통해서, 프로이트와는 독립으로 무의식의 힘동구조를 찾아낸 융은, 무의식의 동역학 구조를 이용해, 정신 분열병의 치료가 가능하지 않은가 라는 전망을 안았다. 그러나, 무의식의 심리현상에 대해서는 미지의 부분이 너무 많아서 융이 배운 정통적인 독일의 정신의학에는, 무의식의 연구는 존재하지 않았다.
그러나 재야의 심리요법집으로 불리던 사람들 속에는, 무의식의 심리 현상을 잘 아는 사람이 대부분, 쟈네도 또, 심리요법가로서 무의식의 힘동이론을 주창하고 있었던 것이다. 당시에 있어서는, 빈의 지그문트 프로이트가, 무의식의 심리학과 심리요법 이론에 명성을 계속 올리고 있어, 융은 프로이트로부터 많은 것을 배울 수 있다고 생각하는 한편, 연상실험의 연구로 벌써 무의식의 연구가로서의 지위를 얻던 융과 친교를 연결하는 것은, 프로이트에게도 매우 의미와 가치 있는 것이었다.
또, 당시의 독일·스위스의 정신의학계에서 지그문트 프로이트를 평가해, 정신분석을 긍정적·적극적으로 승인한 것은 오이겐 브로일러였음도 중요하다. 융은 취리히 대학 정신과의 강사이며, 브로일러의 후계자 후보로서 유력한 입장에 있었다. 정신 분석으로의 융의 접근은, 브로일러의 승인을 얻은 것으로, 더욱, 브로일러는 그러한 융에 기대했다고도 말해야 하는 것이다.
이렇게 융은 프로이트에게 정신분석을 배워, 프로이트가 가지고 있던 무의식 중에 붙은 풍부한 지견을 배움과 동시에, 무의식의 구조나 그 역동에 대해서, 철저한 논의를 주고 받았다. 후에 융은 「자전」에 기록하고 있지만, 프로이트의 무의식 이해에는 한계가 있었다. 그것은 프로이트의 제자와 추종자, 공동 연구자들에게도 마찬가지였다. 융의 주제인, 조현병의 역동을, 프로이트의 이론에서는 해독할 수 없었고, 치료법의 지침도 또 제시할 수 없었기 때문이다.

### 목표상실과 새로운 이론의 구성
융은 자기의 내면과 마주보기 위해서, 취리히 대학 강사의 일자리를 물러나, 1913년, 프로이트의 「리비도」의 정의를 확대시킨 자신의 심리학을 「분석심리학」으로서 공에 공표함과 동시에, 프로이트 및 그 학파와 결별했다. 이것을 가지고 그의 정신의 파국이라고 봐, 융이 이 시기 정신 분열병에 빠졌다는 견해도 있다. 그러나, 이 시기를 그의 「창조의 병」의 시기라고 보는 견해도 있다.
사실, 융은 더욱더 불굴의 의지로 연구를 계속해 일견 무관계하게 생각되던 것이, 실은 깊은 관계가 있는 것이나, 여러 가지 무의식의 기능을 찾아낸다. 융은, 호수의 근처에 구입한 집을, 석장의 조력을 얻으면서 서서히 증축해, 그것이 자기의 표현의 일환이 되고 있었던 것을 나중에 눈치챘다. 그는 자방에서 명상의 시간을 자주 가졌다. 연구의 진전에 막혀, 마음을 방황하던 융은, 지상에 낙서를 그리고 있고, 왠지 그것이 「엔 」을 닮은 형태로 향하는 것을 찾아낸다. 후에 「만다라의 연구」로서 모을 수 있던 「마음의 전체성」의 상징으로서의 「원=만다라」는, 이와 같이 융에 자각된 것이다.
융은 프로이트와의 결별 이후엔, 정신 분석적 수법과는 다른 치료법을 모색했다. 처음은 방향상실한 그는 그런데도 환자와 계속 마주봐 이윽고 환자의 무의식의 흐름에 맡기는 것에, 치료적 의의를 찾아냈다.
1920년, 프로이트와의 결별 7년 후, 융은, 45세에 「심리학적 유형 Psychological Type」를 발간해, 그 자신의 독자적인 심층심리학 이론을 발표한다.

## 융 심리학의 영향
융 심리학의 「집단적 무의식」과 「원형」의 개념은, 신화학이나 민속학, 종교학이나 문화인류학의 연구자에게 큰 영향을 주었다.
취리히의 융 연구소가 주최한 에라노스 회의에는, 심리학, 종교학, 신화학, 민속학 등의 다양한 연구자가 출석해, 회의에 대해 발표된 논문은, 학제적인 연구 성과로서 의미를 가졌다. 신화학자 컬 케레니, 종교학자 미르체아 엘리아데 등은, 융 심리학에서 대부분을 배웠다. 일찍이 융의 환자인 헤르만 헤세도 출석했다고 한다.
그 한편, 융이 생전, 연금술이나 초상현상의 연구 등도 지향해, 「공시성」을, 점성술, 텔레파시, 예지 등을 설명하는 원리도 고찰했기 때문에, 초상현상 연구자나 오컬트 목표 종교가, 그 주장을 의거시키는 과학 이론으로서 융 심리학을 이용한다는 사태도 생겼다.
융의 향성(외향-내향) 개념은, 임상심리학으로부터 일반심리학에 받아들여진 얼마 안 되는 개념 중 하나이다.

## 융 심리학 연표
- 1875년 7월 26일 카를 구스타프 융, 스위스 트르가우 주 케스비르에 탄생.
- 1900년 취리히 대학 부속 정신 병원 조수가 된다.
- 1902년 파리에서, 피에르 쟈네의 강의를 청강한다.
- 1904년 「연상 시험」에 관한 논문을 발간. 각국에서 초대를 받고 강연을 실시한다.
- 1905년 취리히 대학 정신과강사로 취임.
- 1907년 지그문트 프로이트와 대면한다. 이 후, 프로이트에게 정신 분석을 배워, 또 심층심리학에 대한 의견을 주고 받는다.
- 1911년 국제 정신 분석 협회 회장으로 취임한다.
- 1913년 프로이트 및 정신 분석학파와 결별한다. 또 취리히 대학 강사의 일자리를 물러난다.
- 1920년 「심리학적 유형」을 발간한다.
- 1921년 북부 아프리카 여행.
- 1924년-25년 북미에서 프에브로 인디언의 원으로 산다.
- 1926년 아프리카 케니야의 에르곤산에 학술 조사 여행으로 향해 간다.
- 1930년 리햐르트 빌헤임과 공저로 「황금꽃의 비밀」을 발간.
- 1933년 스위스 아스코나로, 에라노스 회의 개최된다. 이후, 매년 1회 개최.
- 1939년 프로이트, 망명처 런던에서, 말기암에 의해 안락사(83세).
- 1942년 컬 케레이니와 공저로 「신화학 입문」을 발간.
- 1948년 취리히 C. G. 융 연구소 설립.
- 1961년 6월 6일 카를 융 서거(85세).
- 1988년 에라노스 회의 종료.

## 참고 문헌
- 요란데 야코비 「융 심리학」일본 쿄우분사 1973년
- 아니에러 얏페 편 「융 자전」봐 주석 서점
- 카를 구스타프 융 「타입론」봐 주석 서점 1987년
- 카를 구스타프 융 「분석 심리학」봐 주석 서점 1976년
- 카를 구스타프 융 「인간의 타입」(융 저작집 1) 일본 쿄우분사 1970년
- 카를 구스타프 융 「현대인의 영혼」(융 저작집 2) 일본 쿄우분사 1970년
- 카를 구스타프 융 「마음의 구조」(융 저작집 3) 일본 쿄우분사 1970년
- 카를 구스타프 융 「인간 심리와 종교」(융 저작집 4) 일본 쿄우분사 1970년
- 카를 구스타프 융 「인간 심리와 교육」(융 저작집 5) 일본 쿄우분사 1970년
- Carl Gustav Jung 「AION」Second Edition, Princeton University Press, 1968년
- C. G. 융/메리르이즈 폰 프란츠 「아이온」(융 콜렉션) 인문 서원 1990년

## 같이 보기
- 분석심리학의 개념
  - 무의식 - 집단적 무의식 - 개인적 무의식
  - 컴플렉스 - 원형
  - 자기-자아 - 아니마/아니무스
  - 영 - 그레이트 마더-늙은 현자
  - 개성화의 과정-꿈분석-확장법
  - 성격학 - 내향형-외향형
  - 공시성 - 포치
- 정신의학 등의 관련사항
  - 신화학 - 종교학 - 에라노스 회의
  - 정신의학 - 심리학 - 임상심리학
  - 정신분석학 - 지그문트 프로이트
  - 오이겐 블로일러 - 에밀 쿠레페린
  - 피에르 자네 - 윌리엄 제임스
  - 초개인심리학 - 스타니스라프 그로후
- 그 외
  - 카와이 하야오